# Ius respondendi
Das ius respondendi ex auctoritate principis (wörtlich „Recht, mit kaiserlicher Autorität Antwort zu geben“) wurde im römischen Recht mit Kaiser Augustus bedeutsam, der das Recht an einzelne Juristen verlieh, die dadurch legitimiert waren, in Rechtsanfragen stellvertretend für den Kaiser zu antworten. Die Gerichte sollten den Gutachten von Respondierjuristen eine besondere Bedeutung schenken und insbesondere berücksichtigen, dass diesen ein kaiserliches Privileg zugrunde lag. Das bedeutete, dass die traditionelle Tätigkeit der Juristen zwar nicht beeinträchtigt wurde, die Ratgeber und Berater kamen – nach vorherrschender Auffassung in der Forschung – ihren Beratungsaufgaben ungebrochen nach, den ausgewählten Rechtsvertretern aber war eine Autorität verliehen, die sich hierarchisch von den juristischen Meinungsbildern im Übrigen abhob. Respondierjuristen entwickelten Recht, das Rechtsquellencharakter hatte. Das klassische Recht erfuhr durch diese Staatsdiener eine bedeutende Fortentwicklung. Seinen Höhepunkt fand die Zusammenarbeit von Kaiser und Juristen in der severischen Zeit, weil Gelehrte wie Papinian, Paulus und Ulpian höchste Ämter in der Bürokratie des Prinzeps bekleideten, bevor die fruchtvolle Tradition an Rechtsexperten abgegeben wurde, die aus der verwaltungsrechtlichen Öffentlichkeit (ius publicum) hervortraten.
Das ius publice respondendi ex auctoritate principis findet in zwei Quellen seinen Niederschlag: zum einen beim vermittelnden Gaius, der bei Meinungsverschiedenheiten unter den Autoritäten dem Richter einen Ermessenspielraum für seine Entscheidung eröffnet, zum anderen beim eher polarisierenden Pomponius, der den Responsen der autorisierten Juristen den Vorrang einräumt. Die Respondierjuristen waren auch Angehörige des kaiserlichen Rates (consilium). Die consiliarii standen in einem hohen Ansehen und konnten über eine Ämterlaufbahn den Aufstieg bis zur Prätorianerpräfektur erreichen.
Es wurde seit Augustus zunächst an eine geringe Anzahl von Rechtsgelehrten aus dem Senatorenstand erteilt und diente der Qualitätssicherung gegen die Inflationierung juristischer Meinungsbildung. Von der Mitte des 2. Jahrhunderts an kehrte sich das Verhältnis um. Ab diesem Zeitpunkt fanden mehrheitlich die Angehörigen des Ritterstands (equites) in dieser Funktion Verwendung. Als erster bekannter Jurist aus dem Ritterstand, der mit dem ius respondendi betraut war, wird im 1. Jahrhundert Masurius Sabinus genannt, der unter dem Kaiser Tiberius die Funktion als Rechtsberater wahrnahm.